# آریا شفیع‌دوست
آریا شفیع‌دوست (زادهٔ ۱۱ تیرماه ۱۳۸۶) بازیکن فوتبال اهل ایران است که در پست وینگر یرای باشگاه فوتبال سپاهان در لیگ برتر خلیج فارس بازی می‌کند.
شفیع‌دوست در رده‌های پایه برای تیم‌های بنیاد رامهرمز و پارس برازجان نیز به میدان رفته و سابقه آقای گلی در این رده سنی نیز دارد.سوپر جام فوتبال ایران